# Шабловский, Иосиф Сигизмундович
Иосиф Сигизмундович Шабловский (латыш. Jāzeps Šablovskis; 15 декабря 1873 — 30 октября 1934) — российский и латвийский юрист.

## Биография
Родился на мызе Юльянове в Лидском уезде Виленской губернии, в польской дворянской семье. Среднее образование получил в гимназиях Виленской (обучался 6 лет) и Митавской (4 года), в 1895 году поступил по экзамену в Московский университет на юридический факультет, откуда со 2-го семестра (в 1896 г.) в Юрьевский университет. Окончив последний в 1899 году с дипломом 1-й степени (кандидатом права), поступил в присяжную адвокатуру. Практиковал в Риге. Был одним из наиболее активных защитников по делам рабочих, участвовавших в революционных волнениях 1905 года.
После Февральской революции был назначен комиссаром по судебным делам Лифляндии, затем главным военно-морским прокурором. 28 августа 1917 года был назначен председателем «Чрезвычайной комиссии для расследования дела о бывшем верховном главнокомандующем генерале Л. Г. Корнилове и соучастниках его», учреждённой Временным правительством.
После Октябрьской революции бежал, жил в эмиграции в Риге. Наряду с П. Н. Якоби был одним из заместителей главного редактора журнала «Закон и суд» О. О. Грузенберга (с 1929 года). С 1930 года был почетным членом латвийской русской студенческой корпорации Ruthenia.
Архивный фонд Шабловского находится в Латвийском государственном историческом архиве.